# 芦崎愛
芦崎 愛（あしざき まな、1984年1月31日 - ）は、ジョイスタッフ所属のフリーアナウンサー。 東京都出身。

## 経歴・人物
東京都出身。田園調布雙葉高等学校、慶應義塾大学法学部法律学科卒業。同大卒業後は法律事務所などに勤務。
2009年12月、前任者・吉岡さちこの退職に伴う公募にて、横浜ベイスターズのオフィシャルリポーターとして採用される。以降、球団情報番組・試合中継番組への出演やコラムの執筆、広報活動などを行っていた。
2012年1月、球団オーナーの交代もあって、2011年度をもってオフィシャルリポーターを卒業。
同年夏、ジョイスタッフに所属。

## 趣味・特技
- 趣味：野球観戦、ゴルフ、世界遺産巡り、舞台・ミュージカル鑑賞
- 特技：料理

## 出演番組
- 横浜ベイスターズ主催試合実況中継 - ベイスターズオフィシャルリポーター
  - tvkプロ野球中継 横浜ベイスターズ熱烈LIVE（tvk）
  - BANG BANG BASEBALL（TBSテレビ・TBSニュースバード）[2]
- Love BayStars（TBSテレビ） - リポーター[2]
- 帰ってきた!激論!ベイスターズナイト（2010年12月31日、tvk）[5]
- 湘南ベルマーレ応援番組 みんなのベルマーレ（J:COM 湘南）MC[2]
- スーパーJチャンネル（テレビ朝日）リポーター[2]
- ハピはぴ・モーニング〜ハピモ〜（千葉テレビ放送）リポーター[2]
- ごごたま（テレビ埼玉）リポーター[2]
- 夕なび（J:COM 湘南）リポーター[2]
- 南関東地方競馬チャンネル（2014年4月 - ）キャスター・リポーター
  - 東京シティ競馬中継（TOKYO MX）
- TOKYO MORNING RADIO（J-WAVE）リポーター[2]
- BayStars SPIRIT（YCV） リポーター[2]
- Morning Steps（FM yokohama） リポーター[2]
- E-ne!good for you（FM yokohama） リポーター[2]
- ハマナビ  （2016年 - 2023年3月、tvk） ナビゲーター[6]
- 日経モーニングプラス  （BSジャパン）モープラ謎解きリポーター
- よじごじDays (2018年5月7日 - 、テレビ東京) 中継リポーター